# Cebrio benedicti
Cebrio benedicti is een keversoort uit de familie Cebrionidae. De wetenschappelijke naam van de soort is voor het eerst geldig gepubliceerd in 1849 door Fairmaire.